# Wanlip
Wanlip är en civil parish i Storbritannien.   Den ligger i grevskapet Leicestershire och riksdelen England, i den södra delen av landet, 150 km nordväst om huvudstaden London. Antalet invånare är 158.